# Градштейн и Рыжик
«Градштейн и Рыжик» — неофициальное название обширного справочника — таблиц интегралов, первоначально составленных советскими математиками И. С. Градштейном и И. М. Рыжиком. Его полное название — «Таблицы интегралов, сумм, рядов и произведений». С момента своей первой публикации в 1943 году он был значительно расширен и вскоре стал классическим справочником для математиков, учёных и инженеров. После смерти первоначальных авторов работа над справочником была продолжена другими редакторами. Впоследствии стал доступен двуязычный перевод на немецкий и английский языки, за которым последовали польский, английский и японский переводы.

## Обзор
Одна из особенностей справочника Градштейна и Рыжика по сравнению с другими аналогичными сборниками — это наличие ссылок на большинство формул. Список литературы в восьмом английском издании содержит 92 основных и 140 дополнительных статей. Формулы классифицируются по номерам, которые не изменились с четвёртого русского до седьмого английского издания (нумерация в старых изданиях, а также в восьмом английском издании не полностью совместима). В справочник также включены таблицы интегральных преобразований. Все специальные функции и константы, используемые при вычислении интегралов, также перечислены в списке.
К недостаткам справочника можно отнести большое количество опечаток, даже в сравнительно новых изданиях, что приводило к публикации обширных списков поправок. В ранних английских изданиях отмечались также некорректно переведённые математические термины и посредственное качество печати.

## История
Первое издание, которое содержало около 5 000 формул, было составлено одним автором — И. М. Рыжиком,  который ранее опубликовал книгу по специальным функциям в 1936 году и погиб во время Великой Отечественной войны в 1941 году.  Первое издание сборника было опубликовано посмертно в 1943 году, за ним последовало второе исправленное издание, также с именем одного автора И. М. Рыжика в 1948 году.
Третье издание (1951 г.) было переработано И. С. Градштейном, который также ввёл систему нумерации глав и формул в десятичной системе счисления. И. С. Градштейн планировал значительное расширение четвертого издания,  которое он не смог закончить из-за собственной смерти. 
Четвёртое (1962/1963) и пятое (1971) издания были продолжены Ю. В. Геронимусом и М. Ю. Цейтлиным. Четвёртое издание уже содержало около 12 000 формул. В нём были значительно расширены разделы, посвящённые неопределённым и определённым интегралам от элементарных функций и определённым интегралам от специальных функций; включены интегралы от специальных функций, отсутствовавшие в третьем издании. Глава об интегральных преобразованиях, имевшаяся в третьем издании, исключена; её материал размещён в других частях книги. Пятое издание печаталось стереотипно, с приложением списка замеченных опечаток.